# Patrouille en mer
Pour plus de détails, voir Fiche technique et Distribution.
Patrouille en mer (titre original : Submarine Patrol) est un film américain en noir et blanc réalisé par John Ford, sorti en 1938.

## Synopsis
Le lieutenant John C. Drake a été rétrogradé pour manquement à ses fonctions. Il commande l'équipage douteux d'un sous-marin militaire. Cependant, Drake veut faire ses preuves. Il coule plusieurs navires ennemis.

## Fiche technique
- Titre : Patrouille en mer
- Titre original : Submarine Patrol
- Réalisation : John Ford
- Scénario : William Faulkner, Kathryn Scola[1], Rian James (en), Darrell Ware[2], Jack Yellen (en), d'après le roman The Splinter Fleet of the Otranto Barrage de Ray Millholland[3],[4].
- Photographie : Arthur C. Miller
- Montage : Robert L. Simpson
- Musique : Arthur Lange, Charles Maxwell (en)
- Société de production et de distribution : 20th Century Fox
- Pays de production :  États-Unis
- Langue originale : anglais américain
- Format : noir et blanc — 35 mm — 1,37:1 — son : mono (Western Electric Mirrophonic Recording)
- Genre : aventure
- Durée : 85 minutes
- Dates de sortie : 
  - États-Unis :  25 novembre 1938
  - France : 27 janvier 1939

## Distribution
- Richard Greene : Perry Townsend III
- Nancy Kelly : Susan Leeds
- Preston Foster : le lieutenant. (j.g.) John C. Drake
- George Bancroft : le capitaine Leeds
- Slim Summerville : Ellsworth 'Spuds' Fickett, le cuisinier
- J. Farrell MacDonald : l'adjudant-chef 'Sails' Quincannon
- Warren Hymer : Rocky Haggerty
- Douglas Fowley : Pinky Brett
- Dick Hogan : Johnny Miller
- Elisha Cook Jr. : Rutherford Davis Pratt, 'Le professeur'
- John Carradine : McAllison
- Ward Bond : Olaf Swanson
- Victor Varconi : l'aumonier italien Vanzano
- Henry Armetta : Luigi
- Charles Trowbridge : RAdm. Joseph Maitland
- Robert Lowery : Sparks, l'opérateur radio
- Dorothy Christy : l'amie de McPeek